# Iglesia de San Andrés Apóstol (San Andrés y Sauces)
La iglesia de San Andrés Apóstol es una iglesia de la localidad de San Andrés del municipio de San Andrés y Sauces, de la isla de La Palma en Canarias, España. Es Bien de Interés Cultural desde el 20 de diciembre de 1985.

## Historia
Fue fundada en 1515, siendo así uno de los primeros templos que los conquistadores construyeron en la Isla de La Palma. Destaca en su interior la techumbre mudéjar de las capillas, así como sus retablos, magníficos ejemplares del barroco isleño. Alrededor de la iglesia nació además la Villa de San Andrés, centro administrativo del norte de la isla y uno de los núcleos más prósperos de la isla durante los siglos XVI y XVII, principalmente gracias a la producción de caña de azúcar.

## Características
La Iglesia de San Andrés es un uno de los templos más antiguos de Canarias, declarada iglesia parroquial y bautismal en los Sinodales de 1515 por el ilustrísimo señor obispo D. Fernando Vásquez de Arce. El precioso edificio que observamos hoy en día es el fruto de constantes modificaciones yen diferentes estilos artísticos, que nos dejaron desde mediados del siglo XVII, una parroquia con planta de cruz latina. Curiosamente, carece de la habitual entrada al pie de la nave central, donde sólo encontramos un tradicional balcón de tea y un óculo. El acceso se realiza a través de dos entradas laterales, de la que destaca la entrada norte, de influencia renacentista, por formar parte de la fábrica original. 
En su interior, también sobrevive el arco toral que separa la cabecera, orientada hacia el naciente, del resto de la nave. Es uno de los pocos ejemplos del gótico que sobreviven en las islas de 1542-1548. El magnífico Retablo Mayor data del siglo XVII-XVIII y destaca por su espectacular hornacina central, de la que sobresale un bellísimo sagrario-ostensorio ocupado por una diminuta y sencilla Piedad. Este tipo de sagrario, de planta poligonal y cubierta avenerada es de tradición muy palmera. Es además una obra de gran calidad artística y con una decoración claramente manierista, lo que nos lleva a pesar de que sea anterior al propio retablo. 
Continuando con el Retablo Mayor, a la derecha se venera una talla en madera policromada de San Matías, obra de Bernardo Manuel de Silva de 1711-1718. A la izquierda, tenemos la imagen de San Andrés, una factura neoclásica del siglo XVIII tardío. En el segundo cuerpo, custodiando al Crucificado, existen dos importantes lienzos fechados en 1711, obra de Bernardo Manuel de Silva: San Fernando Rey y de San Miguel Triunfante.
En cuanto a las capillas colaterales, la del Evangelio está dedicada a Nuestra Señora de La Victoria. La esbelta imagen en madera policromada que ocupa el nicho central del retablo, es una imagen mariana de origen flamenco, que data de las primeras décadas del siglo XVII. Por su parte, la capilla de la Epístola está dedicada a Nuestra Señora del Rosario. fundada como la mayoría de las decoraciones del templo por el Beneficiado Matías de Abreu y Martín en 1688. Esta pieza, también representativa de la escultura flamenca, sustituyó a una primitiva imagen de candelero de la misma advocación.
Ya en el exterior, encontramos la placita ajardinada del siglo XVII, dónde podemos obtener una mejor vista de la torre del campanario, que durante siglos fue la única del norte de La Palma. En el siglo XVII se menciona que con la reedificación del templo se levantó este sólido campanario de piedra volcánica, con dos grandes campanas dedicadas al bienaventurado San Andrés, que además contienen inscrito el nombre de sus valedores: el portugués Hernán Pinto, mayordomo del templo; y la otra con los nombres tanto del licenciado Gregorio de Fleitas, como del fundidor, Gaspar Díaz. Toda la estructura esta rematada finalmente con un chapitel piramidal.

## La Leyenda de María Liberata de Guisla
Esta iglesia es desgraciadamente el escenario de una turbia leyenda de la isla. Se cuenta que María Liberata de Guisla (1725-1806), hija del Marqués de Guisla-Guiselin y esposa del Gobernador de Armas y Regidor de La Palma, don Domingo Vandewalle Cervellón, el personaje más importante del norte de La Palma a fines del siglo XVIII, fue enterrada viva en la cripta de la capilla dedicada a Nuestra Señora del Rosario. 
Parece ser que unos días después de este desafortunado suceso, el sacristán del templo escuchó golpes y unas voces que pedían auxilio, pero por miedo a ser tomado como un loco, permaneció callado y huyó despavorido. Cuando la cripta fue abierta años más tarde, para la inhumación en 1814 del sacerdote Ambrosio Arturo de Paz, se encontró el esqueleto de la mujer, que estaba fuera de la tumba y con un ladrillo en la mano. 
En 1986, Juan Francisco Navarro Mederos realizó una intervención arqueológica en dicha cripta y confirmaron la veracidad de esta leyenda. Junto a los restos de los curas Andrés Fernández Bautista y Ambrosio Arturo De Paz, se encontraron en el suelo el esqueleto de María Liberata de Guisla.

## Galería

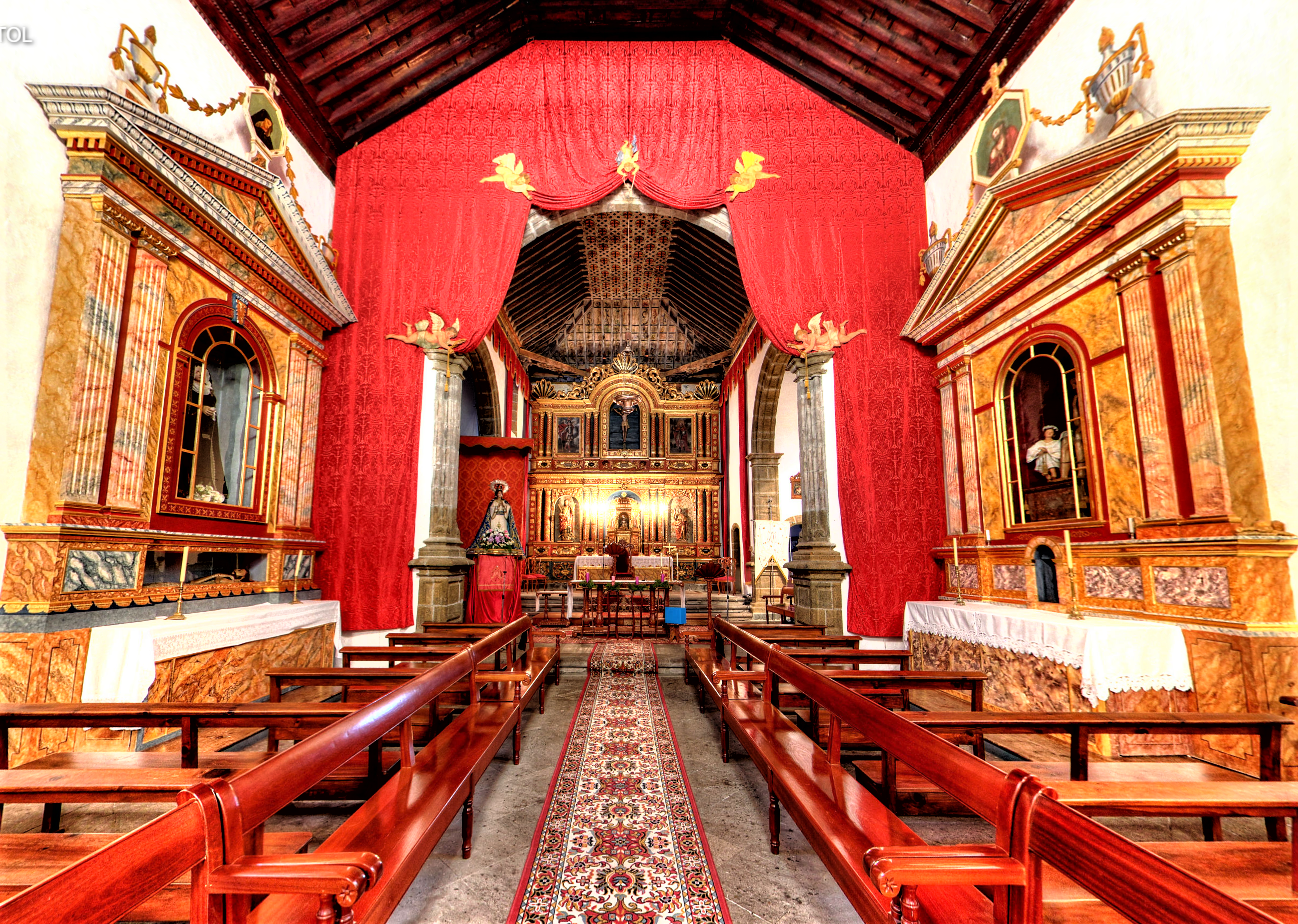
Interior San Andrés Apóstol.
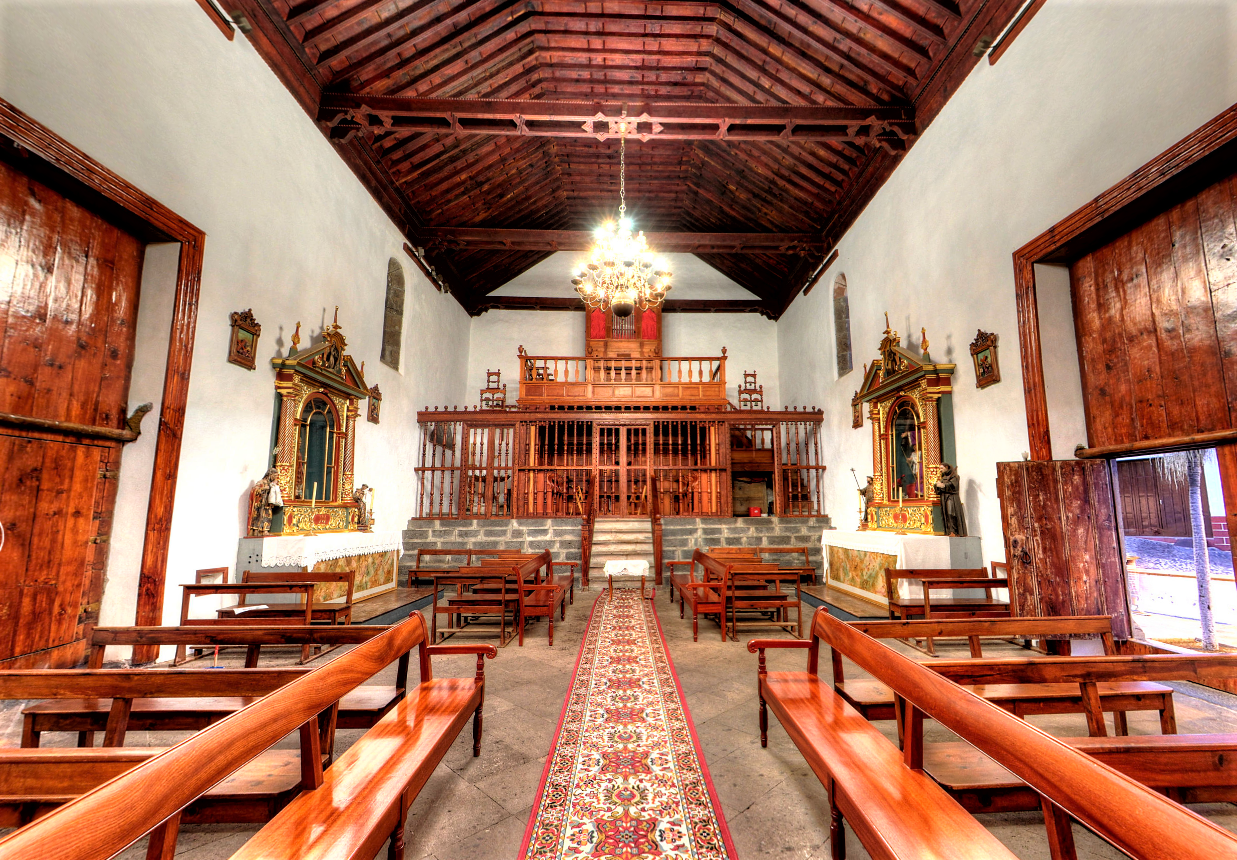
Interior San Andrés Apóstol.
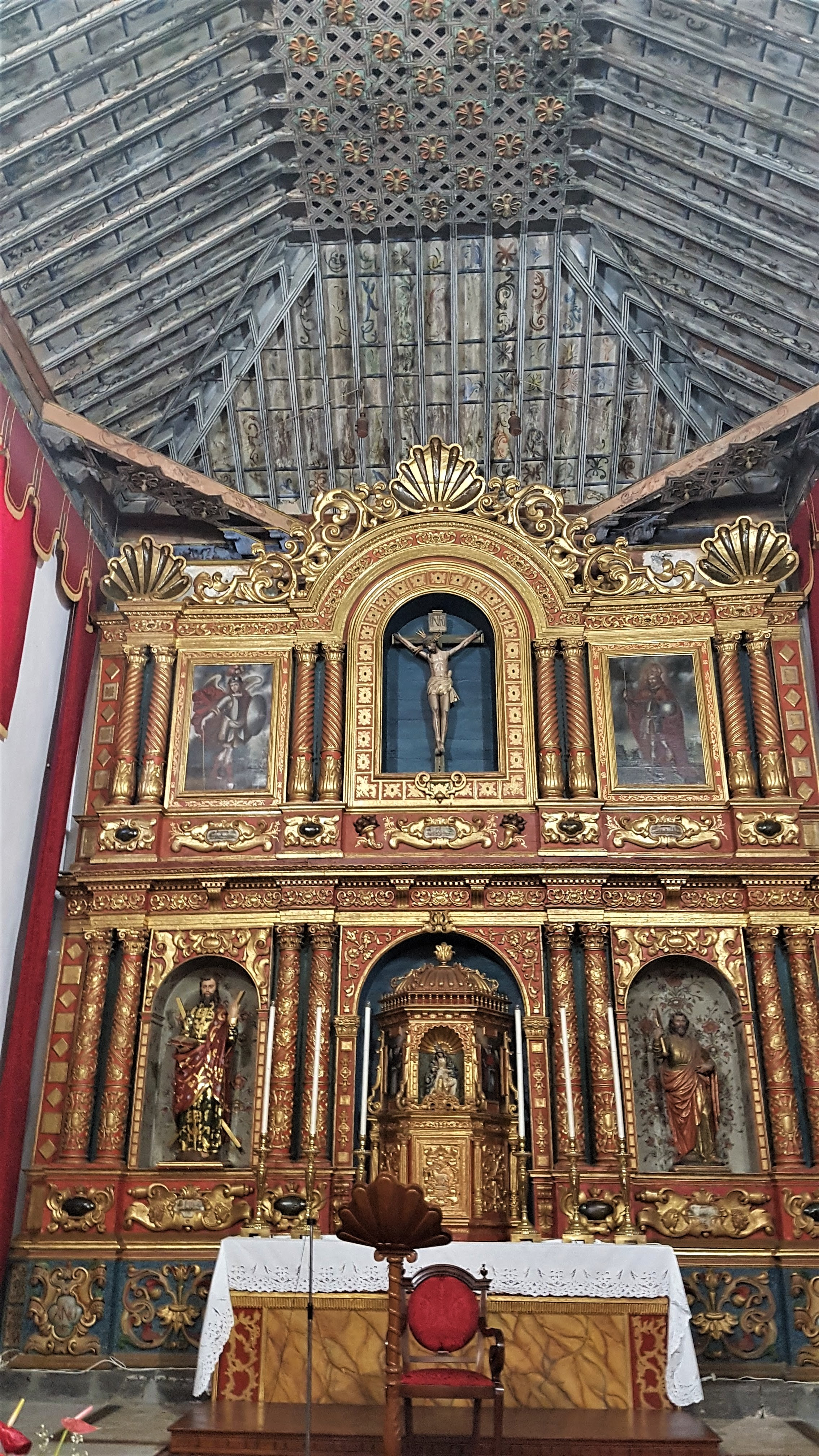
Retablo Mayor San Andrés Apóstol.
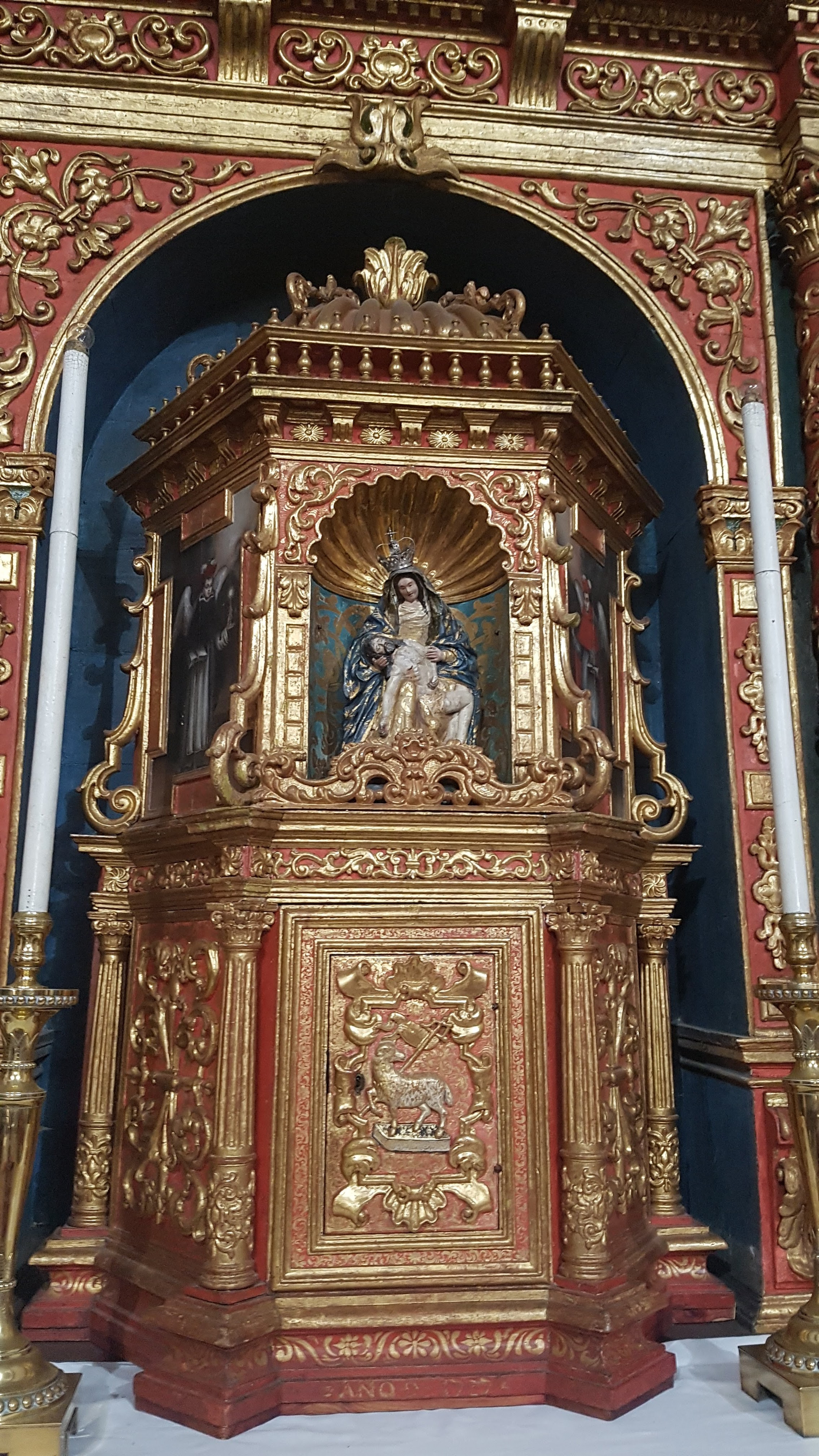
Sagrario San Andrés Apóstol.
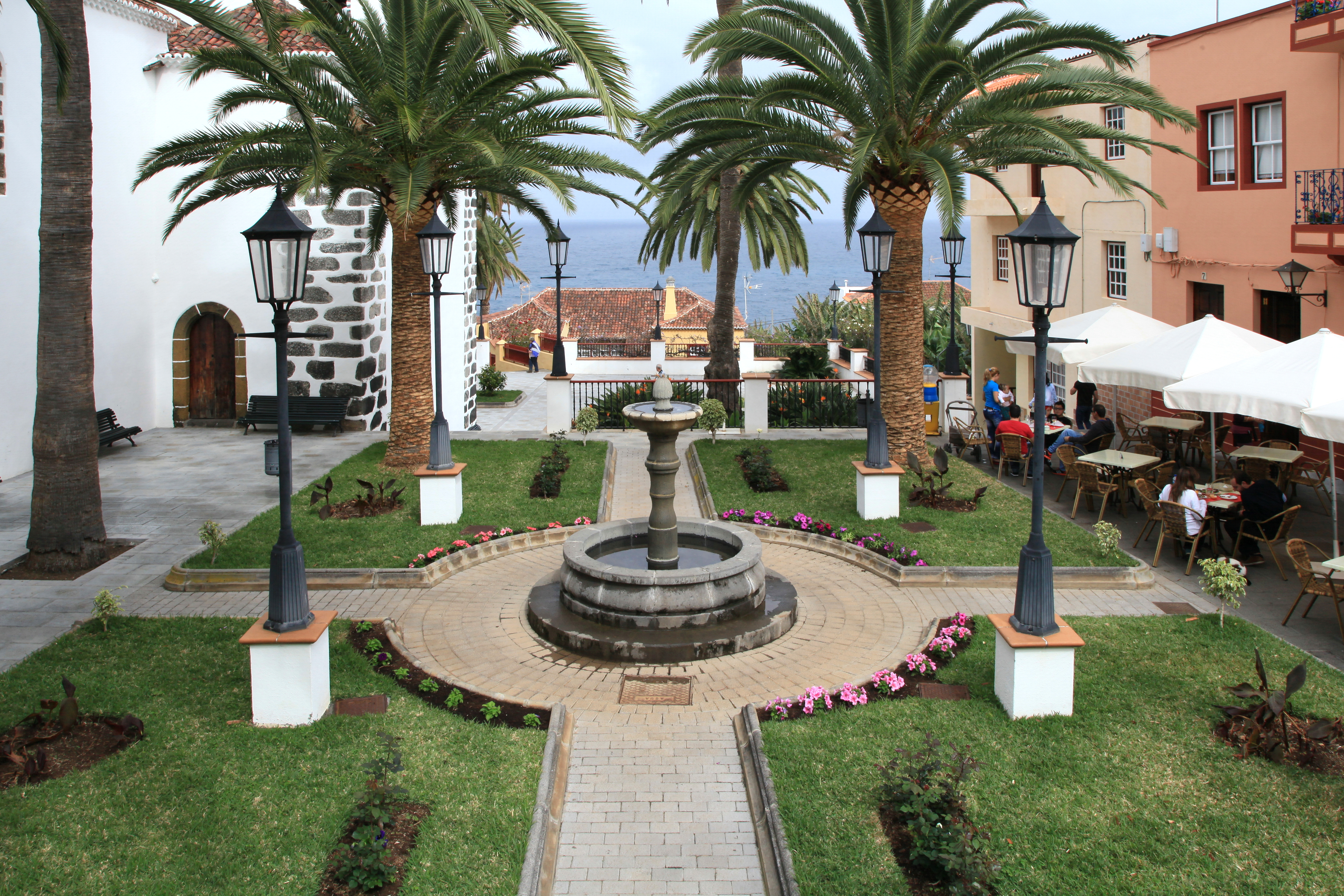
Plaza de la Iglesia.
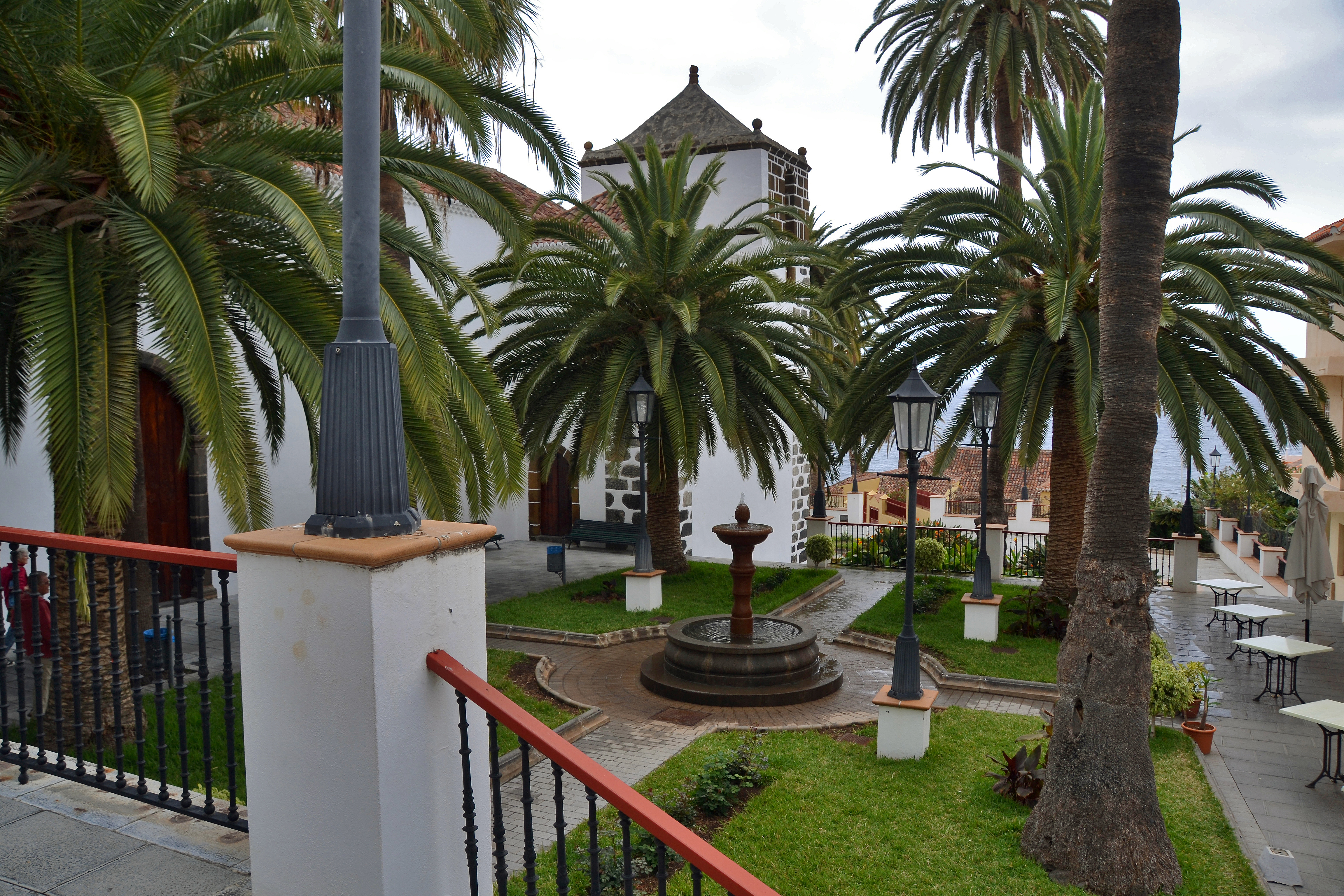
Plaza de la Iglesia.
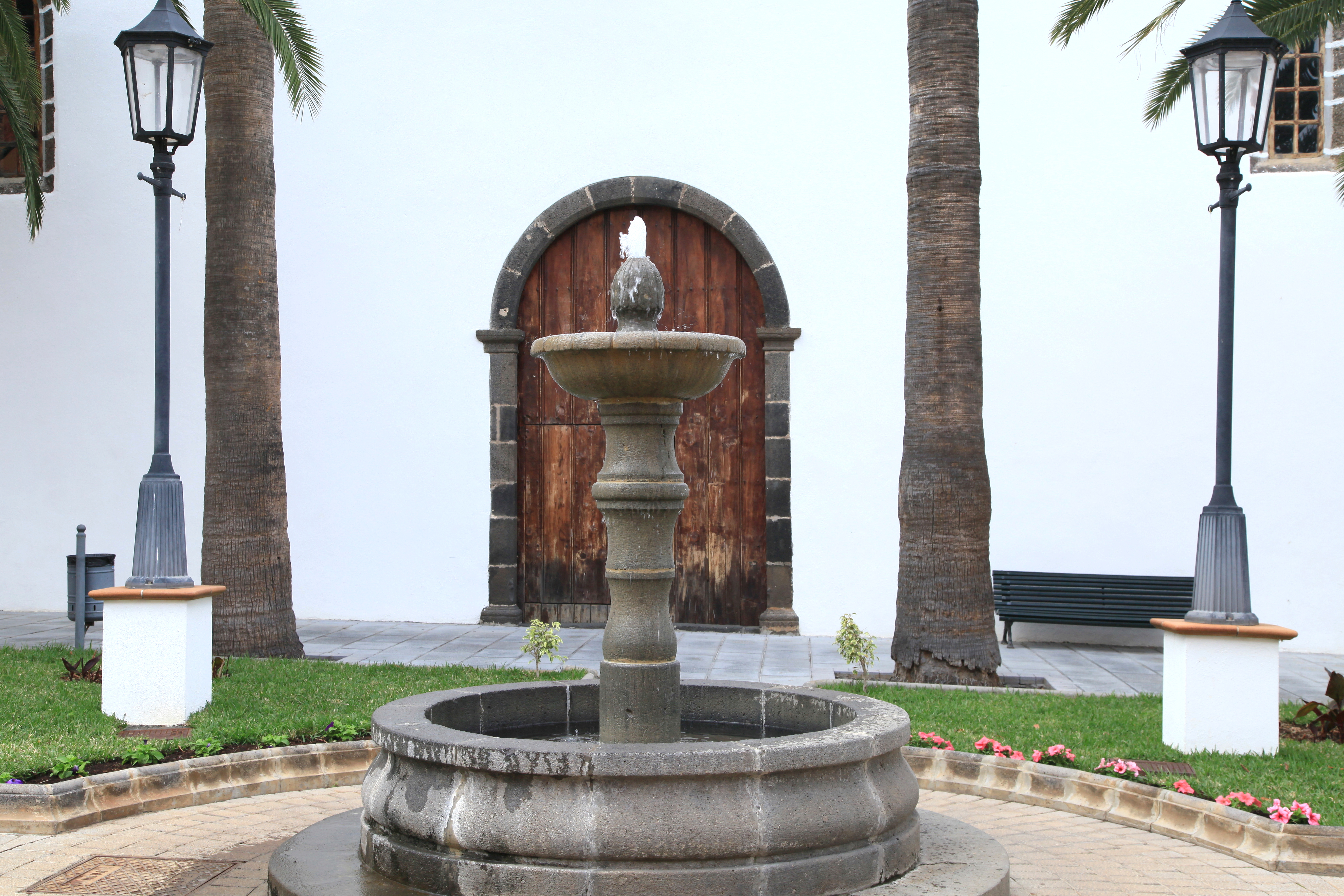
Fuente y puerta del sur.
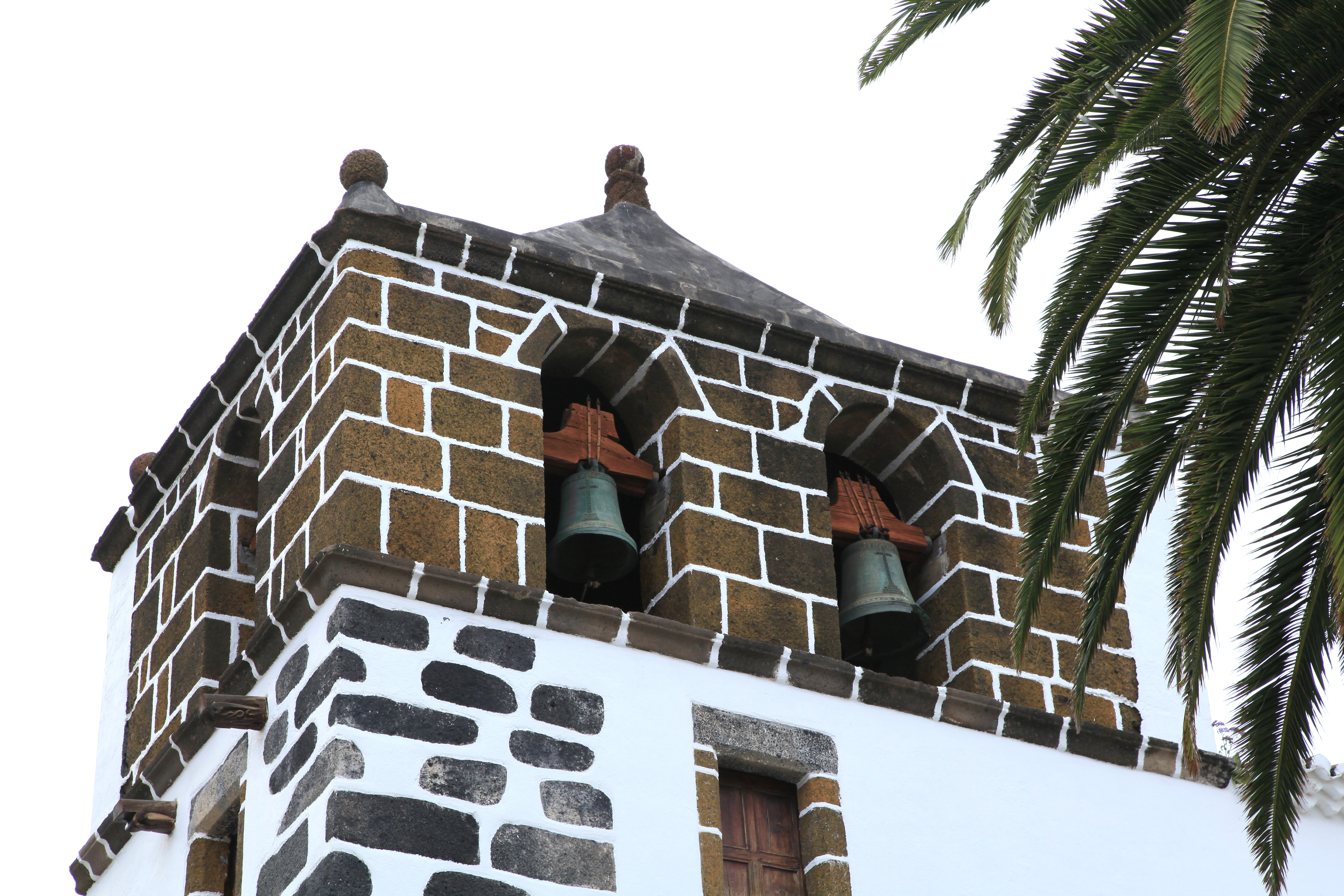
Detalle del campanario.